# تپه کشک دشت
تپه کشک دشت مربوط به دوران‌های تاریخی پس از اسلام است و در شهرستان رودسر، بخش رحیم‌آباد، روستای لسبو واقع شده و این اثر در تاریخ ۲ بهمن ۱۳۸۲ با شمارهٔ ثبت ۱۰۷۴۱ به‌عنوان یکی از آثار ملی ایران به ثبت رسیده است.